# Erik Skeel
 Der er flere personer med dette navn, se Erik Skeel (flertydig).
Erik Vilhelm Robert Skeel (22. februar 1818 i Rørby Præstegård nær Kalundborg – 6. november 1884) var en dansk indenrigsminister og godsejer.

## Baggrund og uddannelse
Erik Skeel fødtes 22. februar 1818 i Rørby Præstegård ved Kalundborg, i sin
morfaders, sognepræst Robert Buddes, hjem, til hvilket hans moder, Abrahamine Christiane født Budde, var tyet hen, efter at hans fader, underretsprokurator Jørgen Erik Skeel, før drengens fødsel var afgået ved døden. I Rørby Præstegård var da hans barndomshjem, og endnu i hans ministertid mindedes ældre folk på Kalundborgegnen den raske, viltre dreng, den selvskrevne anfører i alle landsbydrengenes spilopper.
Da den tid kom, hvor skoleuddannelsen stillede større krav, blev Skeel optaget i huset hos Frederik Bülow, den senere sejrherre ved Fredericia; 1835 blev han student og 1841 juridisk kandidat.

## Ægteskab
Fire dage efter at han havde bestået eksamen, indgik han ægteskab (1. november 1841) med Cathrine Sophie Nehammer (f. 6. juli 1816), datter af farver Nehammer i Holbæk, et parti, der ikke havde hans families bifald, men fra hvilket det mindst af alt lå i hans karakter at lade sig afholde ved den art modstand. Samme år havde hans moder indgået nyt ægteskab, med sin første mands brodersøn, kammerherre Vilhelm Samuel Skeel.

## Godsejer
En tid var Skeel nu volontør på Sjællands Stiftamts kontor, men allerede 1844 omplantede han sig til jysk grund. Ved hjælp af et lån på 50.000 rigsdaler fra Det skeelske Fideikommis købte han hovedgården Dronninglund i Vendsyssel. Med iver kastede han sig nu over gårdens drift og godsets forbedring, og en dygtig hjælper som landmand, handelsmand og selskabsmand havde han i sin nærboende slægtning Jørgen Erik Frederik Skeel til Birkelse. I begyndelsen var midlerne dog knappe, og det var egentlig først, efter at Skeel i sit andet ægteskab havde fået en betydelig formue, at han fuldt ud hævede Dronninglund til en mønstergård.
Skønt født på Sjælland blev Skeel en type på en jysk godsejer af de bedste. Hans lidt firskårne, velvoksne skikkelse med den korte hals, det regelmæssige, friske ansigt og det spidse hageskæg førte tanken hen på en af hans gamle aner. Han havde dernæst i sit væsen og i sin gerning det støtte, sindige, tilsyneladende flegmatiske, bag hvilket der dog lå en agtpågivende ånd og en vågen tanke. Og han havde en fasthed og sejhed i karakteren, der kunde udarte til stædighed, og en jævnhed og frihed for forfængelighed i det små, der kom ham til gode både som godsejer og politiker. Men som særegent for Skeel bør det ikke glemmes at nævne en hjertensgodhed, der strakte sig både til mennesker og dyr. Hans godsbeboere hang ved ham, og – en sælsom grille for en fremskreden jysk landmand – han var en modstander af kraftfodringen, fordi den efter hans mening indeholdt et misbrug af dyrene.
Halvtredserne bragte en tung tid for Skeel i hans familieliv, og i 1858 skiltes han fra sin hustru. Året efter ægtede han sin foran omtalte ældre ungdomsven J.E.F. Skeels enke, Charlotte Adelaide født komtesse Ahlefeldt-Laurvigen (f. 11. august 1810), der allerede 6 år senere (24. september 1865) afgik ved døden.

## Indtræden i politik
På dette tidspunkt var det, at Skeel trådte ind i det politiske liv. Han, som allerede havde beklædt de stedlige tillidshverv, der følger med hartkorn og popularitet, lod sig i 1859 vælge ind i Landstinget og beholdt sæde her indtil sin død; i 1864-66 var han tillige medlem af Rigsrådet. Skeel holdt sig noget tilbage som Landstingsmand; han hørte til de lidet talende og lidet foretagsomme, men hans praktiske blik og faste karakter gav ham anseelse, og han blev både viceformand i tinget og medlem af Rigsretten. Også var han medlem af den i 1866 nedsatte kommission angående forsvarsvæsenet, og antallet på hans tillidsposter ude i befolkningen steg. Særlig kan nævnes, at han var præsident for den 13. danske landmandsforsamling (1875), og at han indtog betroede poster i Det kongelige Landhusholdningsselskabs og Landbygningernes almindelige Brandforsikrings bestyrelser. Patron for Roskilde Adelige Jomfrukloster blev han først 1880.

## Indenrigsminister
I ministeriet Estrup optoges Skeel som kabinettets første indenrigsminister (11. juni 1875). Mange antog, at Skeel, om han end havde karakter og erfaring nok, ville stå for meget tilbage i de formelle evner, i veltalenhed og behændighed og, hvad der ellers hører til for en minister for at begå sig under urolige rigsdagsforhold. Helt sikker var man heller ikke på, at den 57-årige godsejer ville til fulde kunne sætte sig ind i den store del af de talrige indenrigsministerielle forretninger, der hidtil lå ham fjernt. Frygten var ugrundet. Som Landstingets formand efter hans død udtalte om ham: "i den nye vigtige og ansvarsfulde Stilling voxede han kendelig for vore som for alle Andres Øjne." Skeel tog fat med stor energi både under forhandlingerne i Rigsdagens sale, i udvalgsværelserne, i ministerialbygningen og sikkert også i sit hjemlige arbejdsværelse, og meningsfæller og modstandere måtte erkende, at han gjorde fyldest i sin plads. Helt ringe blev udbyttet heller ikke trods de ugunstige politiske forhold: i hans tid fremkom Husmandskreditforeningsloven, Sparekasseloven, Vandløbsloven og Varemærkeloven; de sjællandske jernbaner erhvervedes for staten; Københavns Havnebane anlagdes; Limfjordsbroen blev bygget, og jernbaner anlagdes, særlig i Jylland. I den store strid om forbuddet mod udførsel af kvæg fra Sjælland og imod indførsel af kvæg fra Sverige (Rigsdagssamlingerne 1881-82 og 1882-83) trådte Skeels fortrin og fejl frem med klarhed, og samtidig med at hans holdning i denne sag skabte ham mange modstandere, bidrog den til at slå fast i den almindelige bevidsthed ude og hjemme, at han var en personlighed, med hvis vilje og evner der måtte regnes. Modstandere skortede det overhovedet ikke på, ikke blot selvfølgelig i politisk henseende, men også i saglig; Børsen i København var ham ikke god, og han var i det hele mere landbrugets end handelens minister.

## Nedslidning og død
Den indenrigsministerielle portefølje, hvis indhold senere blev fordelt på tre medlemmer af kabinettet, var en tung byrde for en enkelt mand, især for en sådan, der ikke var udrustet med usædvanlige åndsgaver og ikke tidlig var indlevet i forretningerne. Dette måtte både Skeel og hans nærmeste eftermænd på denne post sande. I 1884 viste det sig da, at Skeels kraft var udtømt. I maj måned blev han ramt af et apoplektisk anfald, og 29. august samme år tog han sin afsked. Han, der i 1859 var blevet kammerherre, i 1875 Kommandør af Dannebrog af 2. grad, i 1876 Kommandør af 1. grad og i 1878 havde erholdt Storkorset, blev ved sin afskedigelse udnævnt til gehejmekonferensråd. Natten til 6. november samme år, nøjagtig et halvt år efter sit første sygdomsanfald, døde han.